# Conxita Julià i Farrés
Conxita Julià i Farrés   (Barcelona, 11 de juny de 1920 - 9 de gener de 2019) fou una poetessa i excursionista catalana, que es va fer popular per una relació epistolar amb el president Lluís Companys quan era una noia, a partir del qual va ser coneguda popularment amb el sobrenom de la noia del mocador.

## Biografia
Nascuda a Barcelona, des que tenia 9 anys va viure a Poblenou, on va ser molt popular per la seva activitat literària i l'afecció a l'excursionisme vinculada a l'Agrupació Excursionista Icària.
És autora de nombrosos poemes que va publicar en revistes i antologies literàries de diverses entitats, algunes d'elles vinculades amb l'excursionisme: La Tramontane (Perpinyà), al Centre Comarcal Lleidatà, al butlletí de l'Agrupació Excusionista Icària, de Poblenou. Va estar guardonada en certàmens pel Casino L'Aliança i l'Ateneu Colón, al Poblenou; als Jocs Florals de La Ginesta d'Or a Perpinyà, els Jocs Florals de la Pontifícia i Reial Acadèmia de Lleida, el Concurs de Poesia Breu de Barcelona, la Justa Poètica Borrell II, el Premi de Calella Maria Cardona, el Premi del Capítol Nobiliari dels Homes de Paratge del Principat de Catalunya, i d'altres.
Va estar nomenada Mestre en Gai Saber als Jocs Florals per la revista La Tramontane.
Es va casar amb Josep Carrasco i Orts

## Relació amb Companys
Després dels Fets del sis d'octubre, el president de la Generalitat Lluís Companys i tot el seu govern varen ser detinguts al vaixell Uruguai, al port de Barcelona. Conxita, que llavors tenia 13 anys, acompanyava el seu pare a retre homenatge i respecte al govern engarjolat. Quan els presos van ser traslladats al penal del Puerto de Santa Maria, Conxita va enviar-li un poema a Lluís Companys, titulat Al meu aire. Amb la resposta del president s'iniciaria una relació epistolar amb poemes de l'adolescent que va durar tot el temps de reclusió.
Poc després de l'alliberament de Companys el febrer de 1936, el president va conèixer la jove en un acte d'homenatge al president Francesc Macià que es va fer al cementiri de Montjuïc el 14 d'abril de 1936. Conxita Julià va presentar-se al president, qui li va regalar el mocador que lluïa a la butxaca superior de la seva americana, una de les seves senyes d'identitat, com a mostra d'agraïment.
El mocador va esdevenir tot un símbol per la poeta que va guardar tota la seva vida; li hi van brodar una dedicatòria i l'escut de Catalunya, per a recordar l'esdeveniment. Durant la dictadura la família el va protegir enviant-lo a Caracas d'on va retornar a la seva propietària després de la mort del dictador Franco. Uns anys després, la Conxita Julià el va donar al Museu d'Història de Catalunya, on roman entre els seus fons.
La figura de Conxita Julià apareix representada, com una noia amb mocador, a l'escultura en honor d'en Lluís Companys, inaugurada l'any 1997 al Passeig Lluís Companys de Barcelona.

## Obres
- Julià i Farrés, Conxita. Silenci sonor: antología poètica de Conxita Julià i Farrés.  Absis, 2004. ISBN 978-84-932897-4-4.
- Julià i Farrés, Conxita. Records de la meva infància: les passejades amb el pare.  Ajuntament de Barcelona. Districte de Sant Martí, 2007.